# LG Mobile World Cup

Logo của cuộc thi tại Indonesia

LG Mobile World Cup là một cuộc thi quốc tế được tổ chức ngày 14 tháng 1 năm 2010 bởi LG Electronics, trong đó các thí sinh tranh tài qua kỹ năng nhắn tin nhanh và chính xác. Cuộc thi được tổ chức tại Gotham Hall ở Thành phố New York. Mười ba đội đại diện cho mười ba quốc gia tranh tài để nhận giải thưởng có tổng giá trị là 130.000 USD.

## Hình thức

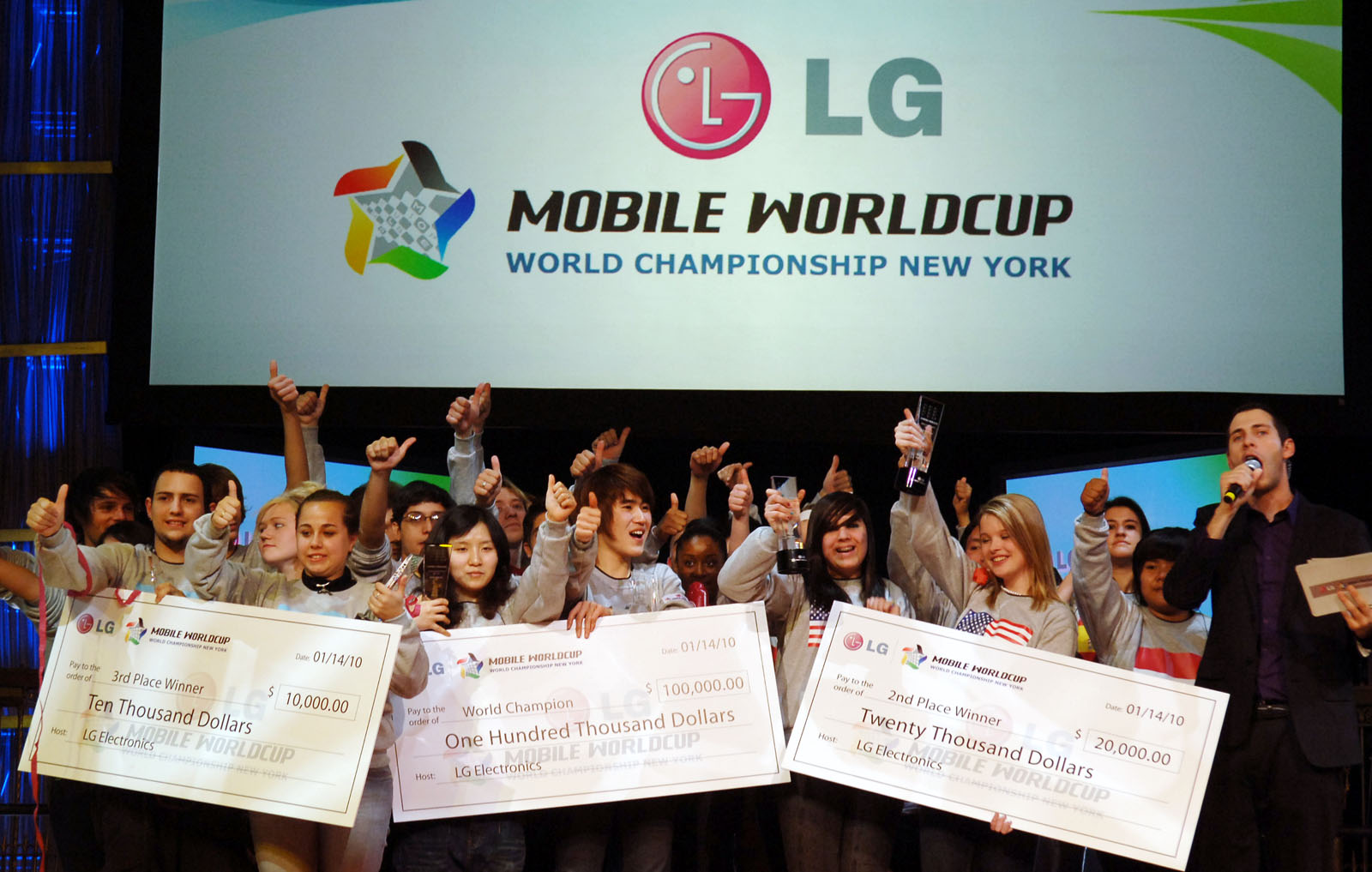
Tất cả các thí sinh tham gia cuộc thi

Mỗi đội bao gồm hai thành viên. Một thành viên sẽ thi đấu bằng bàn phím QWERTY, trong khi thành viên còn lại thi đấu bằng bàn phím số. Mười ba quốc gia tham dự cuộc thi năm 2010 gồm: Argentina, Bồ Đào Nha, Brazil, Canada, Hàn Quốc, Hoa Kỳ, Indonesia, Mexico, New Zealand,  Nga, Nam Phi, Tây Ban Nha, và Úc.
Trước đó, LG đã tổ chức một số cuộc thi nhắn tin tại một số quốc gia như Hoa Kỳ và Hàn Quốc. Các cuộc thi tại Hoa Kỳ được tổ chức vào các năm 2007, 2008, và 2009, tại Hàn Quốc vào các năm 2008 và 2009. Tuy nhiên, 2010 là năm đầu tiên các quốc gia được thi đấu với nhau.

### Vòng loại
Các đội sẽ phải vượt qua vòng loại tại quốc gia của mình để được tham dự cuộc thi. Hơn sáu triệu người đã đăng ký thi đấu tại cuộc thi.
Mỗi đội tham gia vào năm phần thi tách biệt: "break the wall", "monster popping", "moving pillar", "running relay", và "racing replay". Nguyên tắc cơ bản là nhập lại một đoạn văn bản được cho chạy chữ sao cho nhanh nhất có thể. Trong khi nhập, thí sinh không được mắc lỗi nào. Tất cả các tin nhắn được viết bằng ngôn ngữ bản địa của thí sinh, nhưng đều có số ký tự giống nhau để đảm bảo công bằng.  Tất cả thí sinh phải sử dụng các điện thoại LG enV3, LG BL20 hoặc LG GW520

## Kết quả

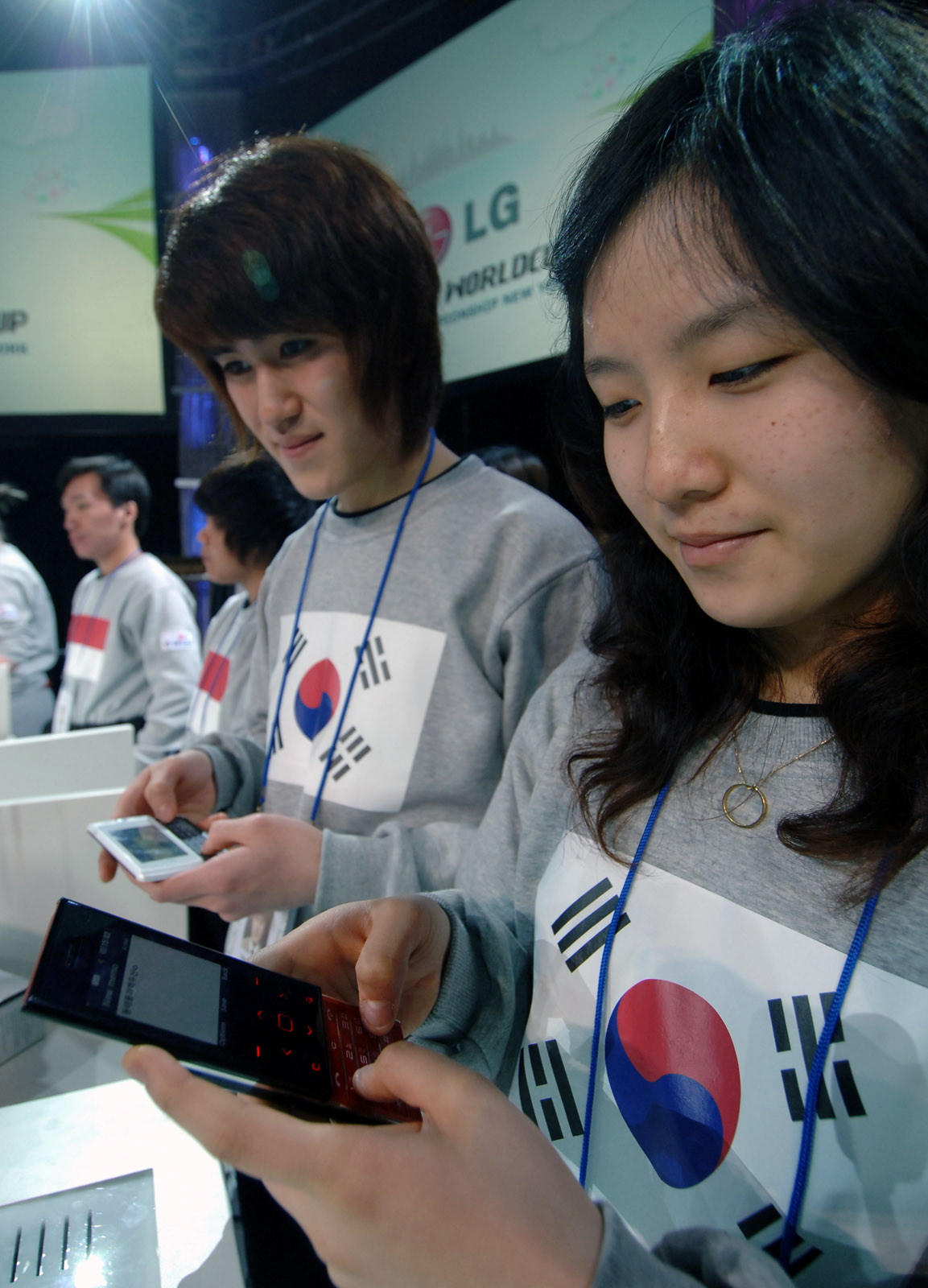
Ha Mok-Min và Bae Yeong-Ho

Ha Mok-min, 16 tuổi, và đồng đội của cô, Bae Yeong-ho 17 tuổi, đã giành được giải nhất của cuộc thi. Mok-min giành chiến thắng trong cuộc thi cấp quốc gia, và cô có thể nhắn tin với tốc độ trung bình 7,25 ký tự mỗi giây. Cô đăng ký tham dự cuộc thi khi thấy một ki-ốt trong trung tâm thương mại, và thấy mình có cơ hội trúng vé xem phim miễn phí. Yeong-ho, một học sinh bỏ học trung học, đăng ký tham gia để kiếm tiền mua một chiếc xe hơi mới. Đội về nhì là đội của Kate Moore và Morgan Dynda đến từ Hoa Kỳ. Đội về ba là đội đến từ Argentina.
Giải thưởng của cuộc thi là 100.000 USD cho đội giành giải nhất, 20.000 USD cho đội giành giải nhì và 10.000 USD cho đội giành giải ba.

## Các kỷ lục
Một cuộc thi phụ được tổ chức để xem ai có thể phá vỡ kỷ lục Guinness về tin nhắn được gửi trong thời gian nhanh nhất. Kỷ lục này đã được phá vỡ bởi Pedro Matias từ Bồ Đào Nha. Anh đã nhập một tin nhắn văn bản 264 ký tự trong thời gian 1:59. Kỷ lục số lần gõ phím mỗi phút trên một bàn phím số là 306, được thiết lập bởi Indonesia, trong khi kỷ lục số lần gõ phím mỗi phút trên một bàn phím QWERTY là 357, được thiết lập bởi Hàn Quốc.